# Boksen op de Olympische Zomerspelen 1968
Boksen is een van de sporten die beoefend werden tijdens de Olympische Zomerspelen 1968 in Mexico-Stad.

## Mannen
Uitslagen per gewichtsklasse: 

### lichtvlieggewicht (tot 48 kg)
| rang   | sporter             | land |
| ------ | ------------------- | ---- |
| Goud   | Francisco Rodríguez | VEN  |
| Zilver | Jee Yong-ju         | KOR  |
| Brons  | Harlan Marbley      | USA  |
| Brons  | Hubert Skrzypczak   | POL  |
| 5      | Joseph Donovan      | AUS  |
| 5      | Khata Karunatarne   | CEY  |
| 5      | Alberto Morales     | MEX  |
| 5      | Gabriel Ogun        | NGR  |

### vlieggewicht (tot 51 kg)
| rang   | sporter              | land |
| ------ | -------------------- | ---- |
| Goud   | Ricardo Delgado      | MEX  |
| Zilver | Artur Olech          | POL  |
| Brons  | Servílio de Oliveira | BRA  |
| Brons  | Leo Rwabwogo         | UGA  |
| 5      | Tibor Badari         | HUN  |
| 5      | Joseph Destimo       | GHA  |
| 5      | Testuaki Nakamura    | JPN  |
| 5      | Nikolai Novikov      | URS  |

### bantamgewicht (tot 54 kg)
| rang   | sporter           | land |
| ------ | ----------------- | ---- |
| Goud   | Valerian Sokolov  | URS  |
| Zilver | Eridadi Mukwanga  | UGA  |
| Brons  | Chang Kyou-chul   | KOR  |
| Brons  | Eiji Morioka      | JPN  |
| 5      | Roberto Cervantes | MEX  |
| 5      | Michael Dowling   | IRL  |
| 5      | Samuel Mbugua     | KEN  |
| 5      | Horst Rascher     | FRG  |

### vedergewicht (tot 57 kg)
| rang   | sporter                | land |
| ------ | ---------------------- | ---- |
| Goud   | Antonio Roldán         | MEX  |
| Zilver | Alberto Robinson       | USA  |
| Brons  | Ivan Michailov         | BUL  |
| Brons  | Philip Waruinge        | KEN  |
| 5      | Miguel García          | ARG  |
| 5      | Abdelhadi Khallafallah | RAU  |
| 5      | Valeri Plotnikov       | URS  |
| 5      | Seyfi Tatar            | TUR  |

### lichtgewicht (tot 60 kg)
| rang   | sporter          | land |
| ------ | ---------------- | ---- |
| Goud   | Ronald W. Harris | USA  |
| Zilver | Józef Grudzień   | POL  |
| Brons  | Calistrat Cuțov  | ROU  |
| Brons  | Zvonimir Vujin   | YUG  |
| 5      | Luis Minami      | PER  |
| 5      | Mohamed Muruli   | UGA  |
| 5      | Enzo Petriglia   | ITA  |
| 5      | Stojan Pilisjev  | BUL  |

### halfweltergewicht (tot 63.5 kg)
| rang   | sporter             | land |
| ------ | ------------------- | ---- |
| Goud   | Jerzy Kulej         | POL  |
| Zilver | Enrique Regueiferos | CUB  |
| Brons  | Arto Nilsson        | FIN  |
| Brons  | James Wallington    | USA  |
| 5      | Jevgeni Frolov      | URS  |
| 5      | Kim Sa-Yong         | KOR  |
| 5      | Petar Stoitsjev     | BUL  |
| 5      | Peter Tiepold       | GDR  |

### weltergewicht (tot 67 kg)
| rang   | sporter             | land |
| ------ | ------------------- | ---- |
| Goud   | Manfred Wolke       | GDR  |
| Zilver | Joseph Bessala      | CMR  |
| Brons  | Mario Guilloti      | ARG  |
| Brons  | Vladimir Moesalimov | URS  |
| 5      | Armando Muniz       | USA  |
| 5      | Alfonso Ramírez     | MEX  |
| 5      | Celal Sandal        | TUR  |
| 5      | Victor Zilberman    | ROU  |

### halfmiddengewicht (tot 71 kg)
| rang   | sporter          | land |
| ------ | ---------------- | ---- |
| Goud   | Boris Lagoetin   | URS  |
| Zilver | Rolando Garbey   | CUB  |
| Brons  | John Lee Baldwin | USA  |
| Brons  | Günther Meier    | FRG  |
| 5      | Eustacio Benítez | URU  |
| 5      | Eric Blake       | GBR  |
| 5      | David Jackson    | UGA  |
| 5      | Ianos Covaci     | ROU  |

### middengewicht (tot 75 kg)
| rang   | sporter           | land |
| ------ | ----------------- | ---- |
| Goud   | Chris Finnegan    | GBR  |
| Zilver | Aleksej Kisseljov | URS  |
| Brons  | Al Jones          | USA  |
| Brons  | Agustín Zaragoza  | MEX  |
| 5      | Simeon Georgijev  | BUL  |
| 5      | Jan Hejduk        | TCH  |
| 5      | Mate Parlov       | YUG  |
| 5      | Wiesław Rutkowski | POL  |

### halfzwaargewicht (tot 81 kg)
| rang   | sporter            | land |
| ------ | ------------------ | ---- |
| Goud   | Danas Pozniakas    | URS  |
| Zilver | Ion Monea          | ROU  |
| Brons  | Stanisław Dragan   | POL  |
| Brons  | Georgi Stankov     | BUL  |
| 5      | Fatai Ayinla       | NGR  |
| 5      | Walter Facchinetti | ITA  |
| 5      | Bernard Malherbe   | FRA  |
| 5      | Jürgen Schlegel    | GDR  |

### zwaargewicht (boven 81 kg)
| rang   | sporter         | land |
| ------ | --------------- | ---- |
| Goud   | George Foreman  | USA  |
| Zilver | Jonas Čepulis   | URS  |
| Brons  | Giorgio Bambini | ITA  |
| Brons  | Joaquín Rocha   | MEX  |
| 5      | Ion Alexe       | ROU  |
| 5      | Bernd Anders    | GDR  |
| 5      | Rudi Lubbers    | NED  |
| 5      | Kiril Pandov    | BUL  |

## Medaillespiegel
| rang   | land                     | goud | zilver | brons | totaal |
| ------ | ------------------------ | ---- | ------ | ----- | ------ |
| 1      | Sovjet-Unie              | 3    | 2      | 1     | 6      |
| 2      | Verenigde Staten         | 2    | 1      | 4     | 7      |
| 3      | Mexico                   | 2    | 0      | 2     | 4      |
| 4      | Polen                    | 1    | 2      | 2     | 5      |
| 5      | DDR                      | 1    | 0      | 0     | 1      |
| 5      | Venezuela                | 1    | 0      | 0     | 1      |
| 5      | Groot-Brittannië         | 1    | 0      | 0     | 1      |
| 8      | Cuba                     | 0    | 2      | 0     | 2      |
| 9      | Oeganda                  | 0    | 1      | 1     | 2      |
| 9      | Roemenië                 | 0    | 1      | 1     | 2      |
| 9      | Zuid-Korea               | 0    | 1      | 1     | 2      |
| 12     | Kameroen                 | 0    | 1      | 0     | 1      |
| 13     | Bulgarije                | 0    | 0      | 2     | 2      |
| 14     | Argentinië               | 0    | 0      | 1     | 1      |
| 14     | Brazilië                 | 0    | 0      | 1     | 1      |
| 14     | Finland                  | 0    | 0      | 1     | 1      |
| 14     | Italië                   | 0    | 0      | 1     | 1      |
| 14     | Japan                    | 0    | 0      | 1     | 1      |
| 14     | Joegoslavië              | 0    | 0      | 1     | 1      |
| 14     | Kenia                    | 0    | 0      | 1     | 1      |
| 14     | Bondsrepubliek Duitsland | 0    | 0      | 1     | 1      |
| totaal | totaal                   | 11   | 11     | 22    | 44     |